# Psychropotes hyalinus
Psychropotes hyalinus is een zeekomkommer uit de familie Psychropotidae.
De wetenschappelijke naam van de soort werd in 1985 gepubliceerd door David Pawson.